# Eduard Wirz
Eduard Wirz (* 26. Februar 1891 in Basel; † 26. Januar 1970 in Riehen) war ein Schweizer Lokalhistoriker und Dichter.

## Leben
Eduard Wirz besuchte die Schulen in Wintersingen, Böckten und Basel. Danach studierte er Geschichte und Literatur an der Universität Basel. Seinen Broterwerb verdiente Wirz zeit seines Lebens als Lehrer an der Sekundarschule in Riehen, wo er von 1919 bis 1956 arbeitete. Daneben übte er verschiedene literarische Tätigkeiten aus: Als Journalist verfasste Wirz Beiträge zur Baselbieter Geschichte, als Historiker wissenschaftliche Aufsätze für verschiedene Periodika und als Dichter Texte für Festspiele sowie Gedichte und Erzählungen.

## Publikationen (Auswahl)
- Unser Baselbiet. Die Geschichte der Heimat. Der Jugend erzählt. Liestal 1932.
- 100 Jahre Saline Schweizerhalle 1837–1937. Liestal 1937.
- Gottwilche. Festspiel zur 450-Jahr-Feier von Basels Zugehörigkeit zur Schweiz. 1951.
- Die Geschichte des Johannes Furler. Basel 1956.
- Wie die Vögel unter dem Himmel. Frauenfeld 1958.
- Der Langholzer. Erzählungen. Liestal 1963.
- Bettinger Festspiel. Musik: Arnold Pauli. Riehen 1963.